# Tua (Claudia Piñeiro)
Tua (Tuya, 2005) è un romanzo della scrittrice argentina Claudia Piñeiro.

## Trama
Ernesto e Ines sono una coppia benestante di Buenos Aires, quando Ines è testimone della morte accidentale dell'amante per mano di Ernesto è disposta a proteggere il marito pur di mantenere il proprio status di agiata donna di casa.